# Burg Warthenberg

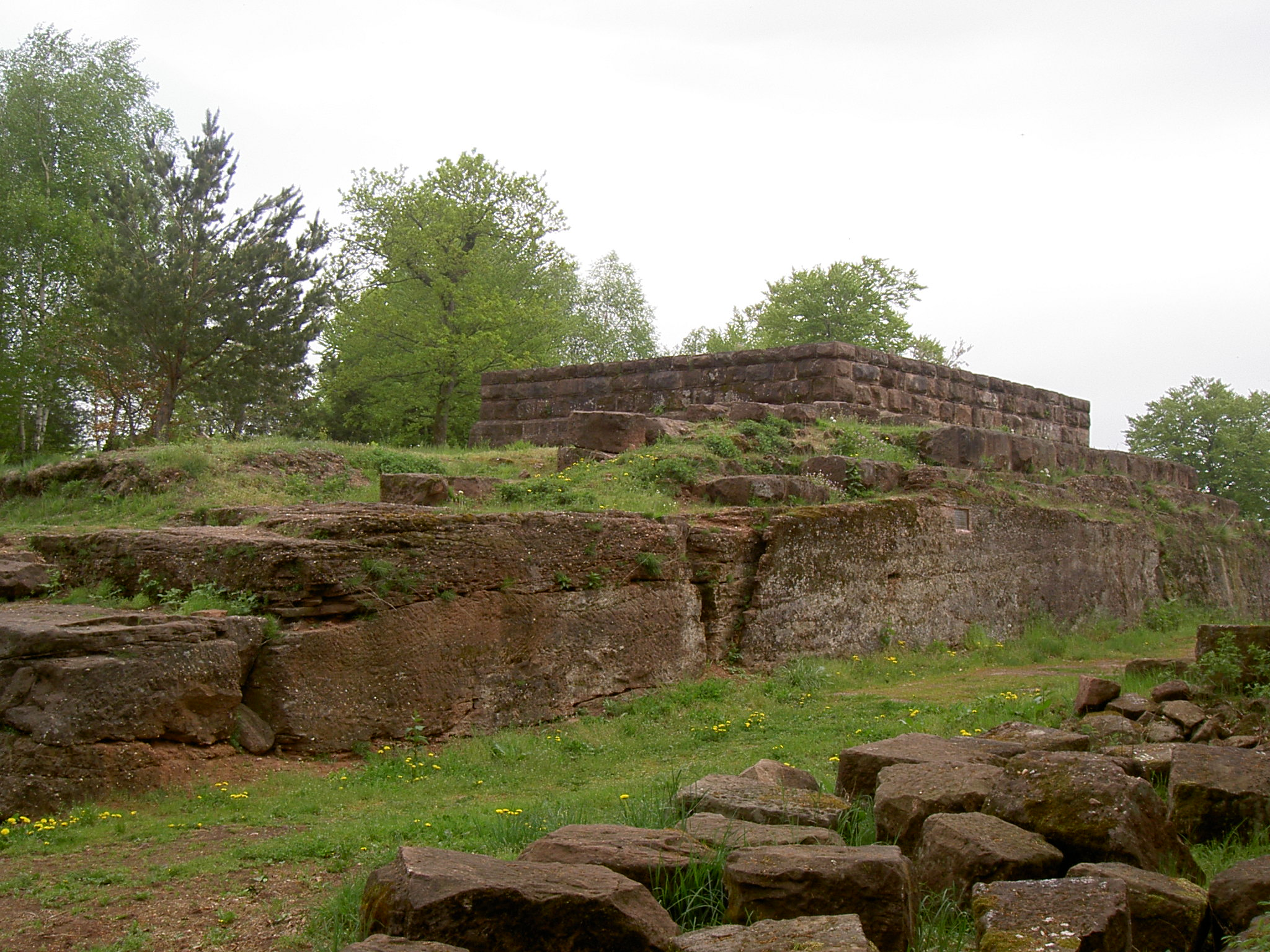
Burgruine Warthenberg – Halsgraben und Bergfried von Westen

Die Burg Warthenberg (französisch Château de Warthenberg) ist die Ruine einer elsässischen Höhenburg knapp einen Kilometer westlich und oberhalb von Ernolsheim-lès-Saverne im Département Bas-Rhin.
Die Burganlage liegt in Spornlage auf dem Daubenschlagfelsen (französisch Rocher du Daubenschlag), einer Felsformation aus Buntsandstein in den Nordvogesen. Dieser befindet sich auf 402 m Höhe auf dem Frohnberg am Austritt der Südlichen Zinsel in die Oberrheinische Tiefebene.
Auf dem Daubenschlagfelsen wurden seit 1979 die Grundmauern der großen romanischen Spornburg aus dem 12. Jahrhundert ausgegraben, die 1158 urkundlich genannt und von Graf Hugo VIII. von Dagsburg zur Kontrolle der Abtei Neuweiler errichtet wurde. Die offenbar unvollendet gebliebene Burg wurde im 13. Jahrhundert zugunsten der Burg Herrenstein aufgegeben, ihr Mauerwerk zur Steingewinnung abgetragen.
Hinter einem zwölf Meter breiten Halsgraben erhob sich eine 3,80 Meter starke Schildmauer aus Buckelquadern, an die sich mittig ein großer quadratischer Bergfried (Grundfläche 11 × 11 Meter) anlehnte. Die 190 Meter lange und bis zu 50 Meter breite Burg war durch eine Quermauer geteilt, wobei jeder Burgteil ein Wohngebäude und eine Filterzisterne besaß. Der eigentliche Palas stand hinter der Quermauer, daran schloss rechtwinklig an der Ostkante des Felsens die Burgkapelle an. Die bedeutende romanische Bauplastik – Fenster- und Wandsäulen mit Würfelkapitellen, figürliche Reliefs, Friese – wurde 1990 in Straßburg und 1992/1993 im Historischen Museum der Pfalz in Speyer ausgestellt. Die Funde befinden sich heute im Rohan-Schloss in Saverne.
Die freigelegten Mauerreste der architekturgeschichtlich bedeutsamen Burg wurden seit 1986 durch die Vereinigung „Pro Daubenschlag“ gesichert und für Besucher erschlossen. Ein archäologischer Lehrpfad verbindet den Daubenschlagfelsen mit den mittelalterlichen Steinbrüchen auf dem Frohnberg, dem keltischen Oppidum Heidenstadt und dem Michelsberg. Die Burgruine steht seit 5. Oktober 1992 als Monument historique unter Denkmalschutz.